# برونو مارتینز ایندی
رولاندو ماکسیمیلیانو «برونو» مارتینز ایندی (پرتغالی: Rolando Maximiliano "Bruno" Martins Indi؛ زاده ۸ فوریهٔ ۱۹۹۲) بازیکن فوتبال اهل هلند است.

## اوایل زندگی
او در باریرو پرتغال از پدر و مادری اهل گینه بیسائو به دنیا آمد؛ در ۳ ماهگی، خانواده‌اش به روتردام هلند مهاجرت کردند. وی در ۱۳ سالگی به آکادمی فاینورد پیوست.